# Paysans économiques
Les paysans économiques (экономические крестьяне) étaient une catégorie de la paysannerie russe dans la seconde moitié du XVIIIe siècle appartenant aux paysans d'État. Cette catégorie est apparue sous le règne de Catherine la Grande en conséquence des lois de sécularisation des monastères et des biens d'Église en 1764, et leur ôtant leurs paysans. 
Les paysans économiques furent initialement transférés à la direction du collège d'économie (équivalent à un ministère pour la gestion des anciennes propriétés foncières du clergé et des institutions et la collecte des revenus de l'État); c'est pourquoi on les appela « paysans économiques », et en 1786, après la suppression de ce collège, ils furent transférés à la direction des chambres d'État. Ils avaient la liberté personnelle et n'étaient pas serfs. Ils pouvaient être fonctionnaires. Ils payaient des impôts en nature ou en espèces au lieu de corvées. Le nombre de paysans économiques a atteint deux millions, mais à la fin du XVIIIe siècle, ils ont fusionné avec les paysans d'État qui n'étaient pas serfs, mais personnellement attachés à la terre.

## Source de la traduction
- (ru) Cet article est partiellement ou en totalité issu de l’article de Wikipédia en russe intitulé « Экономические крестьяне » (voir la liste des auteurs).